# Pim
Pour les articles homonymes, voir PIM.
Le Pim (en russe : Пим) est une rivière de Russie qui coule dans le district autonome des Khantys-Mansis en Sibérie occidentale. C'est un affluent direct de l'Ob en rive droite.

## Géographie
Le Pim prend naissance dans les Ouvalis sibériens, zone de modestes collines situées dans la partie septentrionale de la grande plaine de Sibérie occidentale, au sein de la vaste région forestière appelée taïga. Dès sa naissance, il adopte une direction nord-sud, direction qu'il maintient grosso modo tout au long de son parcours.
Après un parcours de 390 kilomètres dans la taïga marécageuse, il conflue avec l'Ob en rive droite, au niveau de la petite localité de Sondrino, en aval de la ville de Sourgout.
Le Pim est habituellement pris par les glaces depuis la deuxième quinzaine de novembre, jusqu'au début du mois de mai.

## Hydrométrie - Les débits mensuels à Pim
Le Pim est une rivière assez abondante. Son débit a été observé pendant 29 ans (sur la période allant de 1956 à 1987) à Pim, localité située à quelque 66 kilomètres de sa confluence avec l'Ob.
À Pim, le débit annuel moyen ou module observé sur cette période était de 85,4 m3/s pour une surface de drainage de 11 800 km2, soit plus ou moins 93 % du bassin versant total de la rivière qui en compte 12 700. La lame d'eau d'écoulement annuel dans le bassin se montait de ce fait à 228 millimètres, ce qui est relativement élevé et correspond aux mesures effectuées sur d'autres cours d'eau de la région.
Rivière alimentée avant tout par la fonte des neiges, mais aussi par les pluies d'été et d'automne, le Pim a un régime nivo-pluvial.
Les crues du Pim se déroulent au printemps et au début de l'été, de mai à juillet inclus (avec un maximum en juin) et résultent de la fonte des neiges. En juillet-août le débit baisse considérablement, mais se stabilise à un niveau élevé d'août à novembre. En novembre puis décembre, le débit baisse à nouveau, ce qui mène à la saison des basses eaux. Celles-ci sont liées à l'hiver russe et à ses importantes gelées ; la rivière atteint alors son minimum, ou étiage, période allant de décembre à avril inclus.
Le débit moyen mensuel du Pim observé en mars (minimum d'étiage) est de 29,2 m3/s, soit environ 13 % du débit moyen du mois de juin (225 m3/s), ce qui souligne l'amplitude modérée pour la Sibérie des variations saisonnières, modération que l'on retrouve sur la plupart des cours d'eau du tiers nord de la plaine de Sibérie occidentale. Les écarts de débit mensuel peuvent cependant être plus importants d'après les années : sur la durée d'observation de 29 ans, le débit mensuel minimal a été de 18,7 m3/s en janvier 1958, tandis que le débit mensuel maximal s'élevait à 390 m3/s en juin 1979.
En ce qui concerne la période libre de glace (de juin à octobre inclus), le débit minimal observé a été de 36,9 et 36,8 m3/s respectivement en septembre et octobre 1957, ce qui restait fort appréciable comparé au débit moyen.